# 约翰·格迪斯
约翰·格迪斯（英語：John Geddes，1936年8月13日—），英国前男子自行车运动员。他曾代表英国参加1956年夏季奥林匹克运动会自行车比赛，获得男子团体追逐赛铜牌。